# Grossdietwil
Grossdietwil es una comuna suiza del cantón de Lucerna, situada en el distrito de Willisau. 

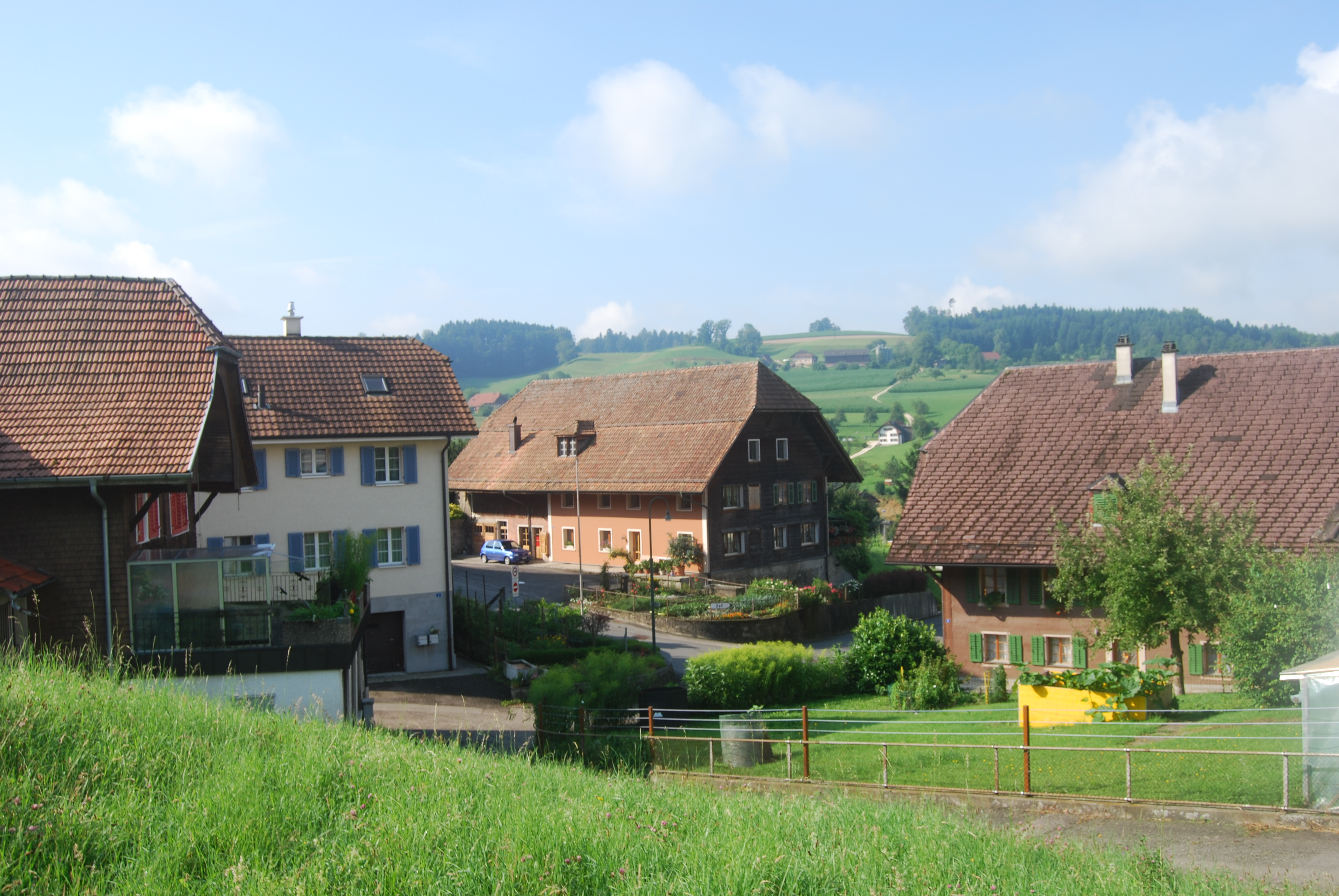
Grossdietwil

La comuna se encuentra dividida en tres partes, la primera en la que se encuentra el núcleo urbano principal, limita al norte con la comuna de Altbüron, al este con Ebersecken, al sur con Fischbach, y al oeste con Gondiswil (BE) y Melchnau (BE). Gracias a sus dos enclaves, la comuna limita también con Roggliswil, Pfaffnau, Reiden y Ohmstal.